# Cantone di Thorigny-sur-Oreuse
Il Cantone di Thorigny-sur-Oreuse è una divisione amministrativa dell'Arrondissement di Sens.
È stato istituito a seguito della riforma dei cantoni del 2014, che è entrata in vigore con le elezioni dipartimentali del 2015.

## Composizione
Comprende i comuni di:
- La Chapelle-sur-Oreuse
- Compigny
- Courlon-sur-Yonne
- Cuy
- Évry
- Gisy-les-Nobles
- Michery
- Pailly
- Perceneige
- Plessis-Saint-Jean
- Saint-Denis-lès-Sens
- Serbonnes
- Sergines
- Soucy
- Thorigny-sur-Oreuse
- Vinneuf
- Voisines